# 天壇座ι
天壇座ι，又名CD-4711484，HD 157042、SAO 227886、HR 6451，是天壇座的一颗恒星，视星等为5.25，位于銀經342.01，銀緯-6.33，其B1900.0坐标为赤經17h 15m 45.6s，赤緯-47° -6.33′ 11″。